# Achaea umbrigera
Achaea umbrigera is een vlinder van de familie van de spinneruilen (Erebidae). De wetenschappelijke naam van deze soort is voor het eerst voorgesteld door Paul Mabille in een publicatie uit 1898.
De soort komt voor op Mauritius.